# Neoglyphe soricis
Neoglyphe soricis är en plattmaskart. Neoglyphe soricis ingår i släktet Neoglyphe och familjen Plagiorchiidae. Inga underarter finns listade i Catalogue of Life.